# Tipula glacialis
Tipula glacialis är en tvåvingeart som först beskrevs av Pokorny 1887.  Tipula glacialis ingår i släktet Tipula och familjen storharkrankar. Inga underarter finns listade i Catalogue of Life.